# Ленуар, Шарль-Амабль
Шарль-Амабль Ленуар (фр. Charles-Amable Lenoir; 22 октября 1860, Шатлайон — 1 августа 1926, Фура) — французский академический художник, ученик Адольфа Вильяма Бугро. Основные направления творчества Ленуара были портрет и картины на мифологические и религиозные сюжеты. Дважды получал Римскую премию, кавалер ордена Почётного легиона.

## Биография
Ленуар родился в небольшом местечке Шатлайон близ Ла-Рошель. Его мать была модистка, а отец — таможенник. Ленуар учился на школьного учителя в Ла-Рошеле и после окончания университета работал учителем и администратором в лицее в Рошфоре. Позже отец получил новое назначение и семья переехала в Фура.
В августе 1883 года Ленуар был принят в Парижскую школу изящных искусств. Кроме этого, он поступил в Академию Жюлиана, где стал учеником Бугро и Робер-Флёри. Художественный дебют Ленуара состоялся в Парижском салоне в 1887 году, в котором он продолжал выставляться всю жизнь. Его работы быстро заметили и в 1889 году он получил 2-й приз на Римской премии за картину «Иисус и парализованный». На следующий год он уже получил 1-ю премию на том же конкурсе за другое полотно на библейскую тему «Отречение Святого Петра».
В 1903 году Ленуар стал кавалером Ордена Почётного легиона. Каждое лето он возвращался в свой дом в Фура, где умер 1 августа 1926 года. В 1937 году в городе был воздвигнут монумент в его память.

## Галерея
- Купальщица
- Восточный сон (около 1913)
- Молодая гречанка
- Девушка с вишней
- Пейзаж около дома в Фура